# アルバート・リチャード・スミス
アルバート・リチャード・スミス（Albert Richard Smith、1816年5月24日 - 1860年5月23日）は、イギリスの作家、エンターテイナー、登山家。

## 生涯

### 文学の経歴
スミスは外科医の息子に生まれ、ロンドンとパリで医学を学んだ。スミスの最初の文学作品は、彼のパリでの生活についてだった。スミスは書くことを好み、徐々に医者の仕事をしなくなった。文学者というよりジャーナリストだが、彼は当時の最も人気のある作家の一人となり、人気のあるユーモア作家となった。彼はパンチ誌の初期の寄稿者の一人だった。また1842年からは小説と戯曲を発表した。スミスの最初の戯曲は1842年に地元のサリーで上演された。それから数年の間、小説と戯曲を書き続けた。1849年にイスタンブールと中東に旅行し、帰国後に旅行記を書いた。すぐ後に、ロンドンでその旅行についてのエンターテイメントを上映した。

### モンブラン登山

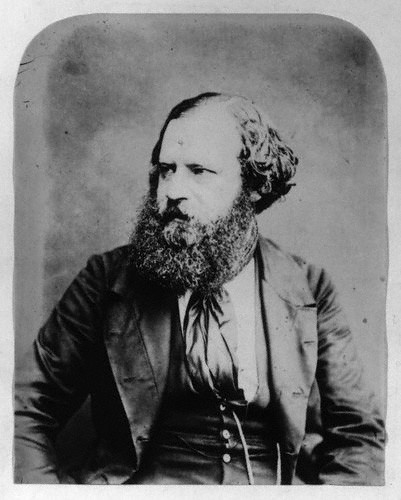
アルバート・リチャード・スミス 1850年代

スミスは自分のショーの新しい材料を得るため、モンブランに登ることを思いついた。体重が登山家としてはかなり重いと友人に指摘されたが、スミスは「気にするな、トレーニングの代わりに勇気が僕の役に立つだろう。ちっとも恐れてないよ」と答えている。1851年にモンブランに向かい、麓の町シャモニーでガイドとポーターを36人雇い、大量の物資を運ばせた。テーブルワイン60本、セント・ジョージ10本、セント・ジーン15本、ボルドー6本、コニャック3本、シャンパン2本、レモネードボトル6本、パン20斤、羊肉4脚、羊肉6肩、鶏46羽などである。氷河についたときスミスたちは即席の"高所祭り"を催した。登山の期間の大半で、スミスは酔っていた。スミスと3人の仲間がこの登山に使った費用は240ポンドで、当時としてはかなりの大金である。スミスたちはモンブランに登頂した37番目のパーティとなった。

### モンブランのショー
スミスは帰国した後、自身のモンブラン登頂についての本を書き、ロンドンのエジプシャン・ホールでモンブラン登頂についてのショーを上演した。これはたいへん人気のあるショーとなった。スミスは派手な舞台装置を揃え、きらびやかな夜会服に身を包んでステージに立ち、背景が変わるのと歩調を合わせて話し、音楽を流して、歌や物まねを上演した。1854年5月にはオズボーン・ハウスでヴィクトリア女王と夫のアルバート殿下の前で公演した。モンブランのショーは6年間に渡り2000回上演され、イギリスで登山を人気にするのに一役買った。版画やボードゲームなども売り出した。スミスは3万ポンドもの純益を上げた。これは2011年時点の通貨価値に直すと180万USドルに相当する。
一方で、スミスのショーには法螺話がたくさん含まれていた。スミスはあくまで「大名登山」でモンブランに1回登っただけで、スミスの武勇伝のいくつかは、知り合いのサーカス興行主フィニアス・バーナムがスミスに語った話を盗用したものだった。劇作家のダグラス・ジェラルドは、スミスのショーを「三分の二の真実しかない」と馬鹿にしており、若手の登山家は、スミスとその大言壮語癖を嘲笑すべきものと見ていた。

### 晩年
スミスは1857年に英国山岳会の創設メンバーの一人となった。1858年に香港に旅行し、これについてのショーも始めて、またもや人気となった。
1859年に女優のメアリー・アン・キーリーと結婚。翌年に気管支炎となり、44歳の誕生日の前日に亡くなった。